# 帕特丽夏·佩雷斯·福斯
帕特丽夏·佩雷斯·福斯（西班牙語：Patricia Pérez Fos，2004年8月8日—），西班牙艺术体操运动员，2022年世界艺术体操锦标赛团体、集体全能和5人圈操铜牌得主、2023年世界艺术体操锦标赛5人圈操银牌得主和集体全能铜牌得主。